# مکتب فکری

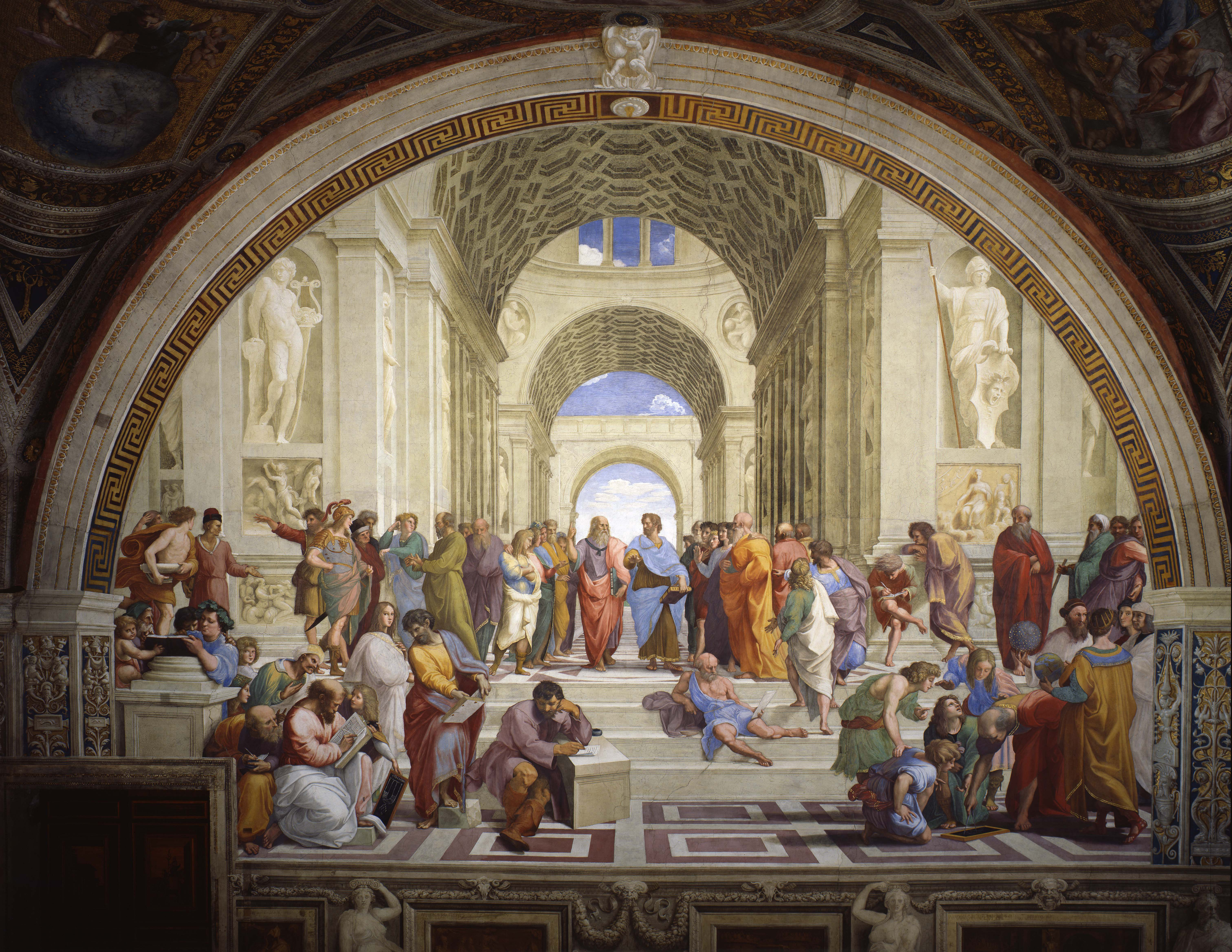
مکتب فکری

مکتب فکری (به انگلیسی: school of thought یا intellectual tradition) پیکره‌بندی و رویکردی در اندیشه در حوزه‌ای خاص از دانش است که بر بنیادی زیربنایی‌تر بنیان شده و برای فراورده‌های فکری خود رویکردساز و جهت‌دهنده است. مکتب فکری در منظومه‌ی، دانش بشری با مشخصه‌های خود شناخته می‌شود. مکتب فکری ممکن است چشم‌اندازی فلسفی، اعتقادی، جنبشی اجتماعی، فرهنگی یا جنبشی هنری باشد همچنین ممکن است سبک ویژه‌ای در فلسفه یا هنر یا دیگر شاخه‌های علوم انسانی و علوم سیاسی و پزشکی و را نتیجه دهد.
اساساً یا در روش‌شناسی باشد. به عبارتی، افرادی که حول یک مکتب به نظریه‌پردازی می‌پردازند، باید در یک چیز خصوصیت مشترک داشته باشند که این خصوصیت همان پایه نظری ویا روش تحقیق است.
مکتب مجموعه چند جهان بینی و ایدئولوژی و طرح‌ها و نظریه‌های متفاوت ولی همسو که نیازهای فکری را برای رسیدن به سعادت روشن می‌سازد. مکتب طرحی منسجم برای چگونه زیستن ارائه می‌کند که در این طرح مسئولیت‌ها و تکلیف‌ها برای نیل به کمال براساس ارزش‌های مادی و معنوی تعریف شده است.

## برخی از مکاتب فکری
- مکتب نانسی
- مکتب کلبیون
- مکتب ایونی
- مکتب ملطی
  - مکتب اشکن
- مکتب تهافت
- مکتب اتریش
- مکتب وین
- مکتب تفکیک
- مکتب وحدت نوین جهانی
- مکتب ایرانی
- مکتب کیوتو
- مکتب کپنهاگ (روابط بین‌الملل)
- مکتب فرانکفورت
- مکتب اعتدال
- مکتب وایخ
- مکتب پراکسیس
- مکتب مگارایی
- مکاتب اقتصادی
- مکاتب ادبی
- مکاتب زبان‌شناسی
- مکاتب نگارگری ایرانی
- مکاتب غیرالهی